# Bohmshof
Bohmshof ist ein Wohnplatz im Ortsteil Retzow der Stadt Lychen im Landkreis Uckermark (Brandenburg). Die kleine Siedlung wurde um/vor 1825 aufgebaut.

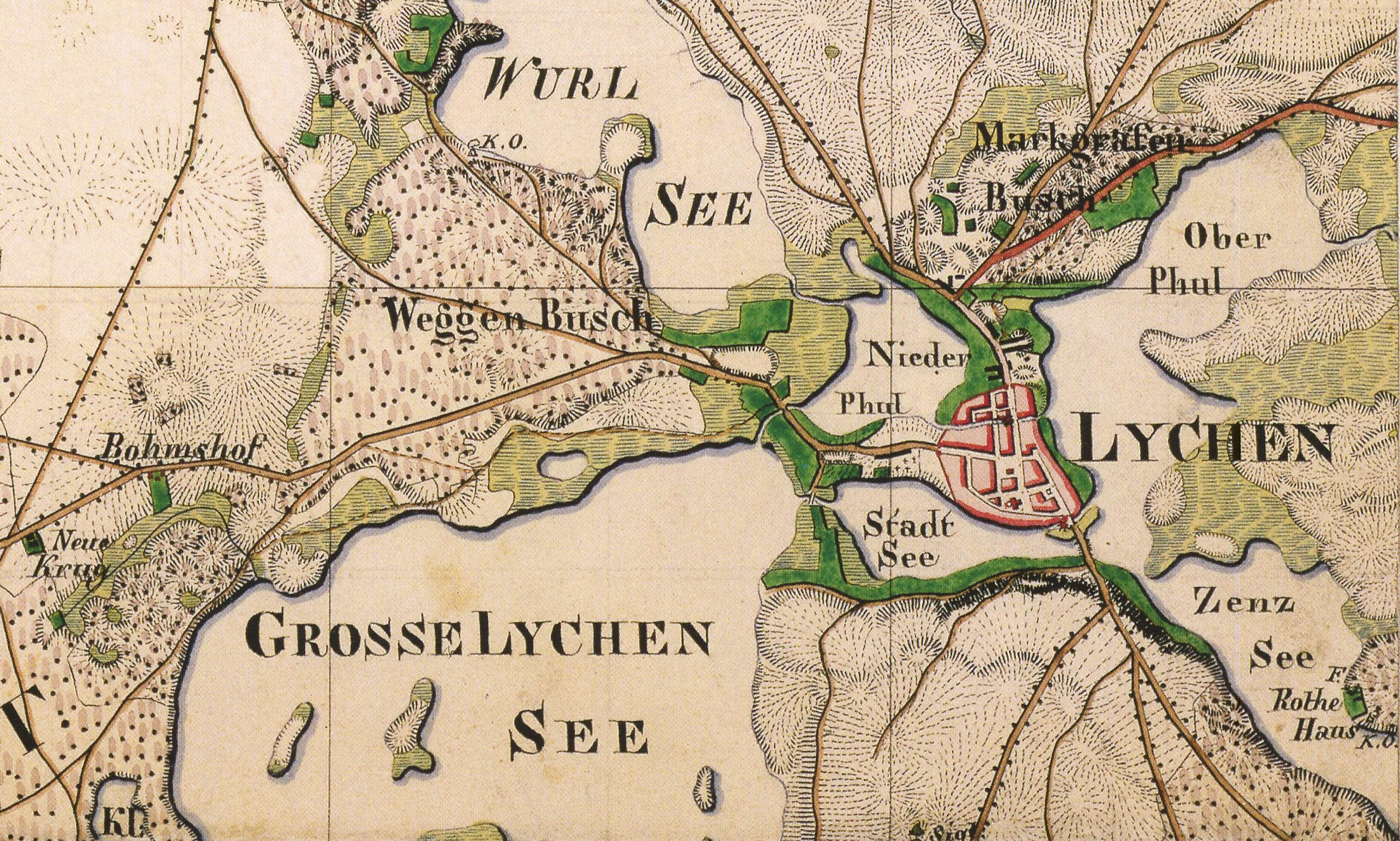
Lychen und Umgebung auf dem Urmesstischblatt 2745 Lychen von 1825

## Lage
Der Wohnplatz Bohmshof liegt knapp drei Kilometer Luftlinie westlich von der Altstadt von Lychen an der L 15 Richtung Fürstenberg/Havel. Knapp 300 Meter östlich vom Wohnplatz Bohmshof liegt der inoffizielle Wohnplatz Ausbau. Etwa 500 Meter südwestlich lag der heute nicht mehr existierende Wohnplatz Neukrug, ebenfalls an der heutigen L 15. Die 1858 zu Bohmshof gehörende, heute nicht mehr existierende Ziegelei lag knapp 1,5 km westlich von Bohmshof, nur etwa 400 Meter südöstlich der Siedlung Sähle, ein zum Ortsteil Retzow gehörender Gemeindeteil der Stadt Lychen.
Der Wohnplatz Bohmsdorf gehört zum Ortsteil Retzow der Stadt Lychen. Er liegt auf etwa 69 m ü. NHN.

## Geschichte
Um/Vor 1825 baute der Mühlenmeister Carl Gottlob Bohm († 1832) von der Lychenschen Mühle auf seinem Land ein neues Etablissement auf, das 1828 offiziell Bohmshoff genannt wurde. Es ist bereits im Urmesstischblatt 2745 Lychen von 1825 verzeichnet.
1837 gehörte das Etablissement Bohmshof einem Müller Bohm, wohl der Sohn des obigen Gründers. In der Topographisch-statistische(n) Uebersicht des Regierungs-Bezirks Potsdam und der Stadt Berlin von 1841 ist das Etablissement verschrieben als Bohmsdorf verzeichnet.
1847 beabsichtigte Gutsbesitzer Foth bei Bohmsdorf eine Ziegelei anzulegen.
1854 gibt Berghaus das Areal des Bohmshofes mit 27 Morgen 1 Quadratrute an.
1860 standen zwei Wohnhäuser und zehn Wirtschaftsgebäude (einschließlich der Ziegelei), in denen 9 Menschen wohnten. 1864 hatte Bohmshof 14 Einwohner.
1867 wurde der dem Gutsbesitzer Rudolf Heinrich Wilhelm Kortum gehörige, auf 10.667 Taler 15 Groschen taxierte Bohmshof versteigert. 1871 hatte Bohmshof zwei Wohngebäude und 8 Einwohner. 1867 waren es noch 16 Einwohner gewesen. 1879 gehörte Bohmshof einem Ökonomen namens Kritz.
1880 wurde der Bau der Chaussee von Lychen nach Ravensbrück begonnen, die an Bohmshof vorbei führte. Ab 1896 war Bohmshof mit dem Gut Sähle verbunden. Besitzer dieses Dominiums hieß J. B. Löser, der besonders das Reine Ostfriesische Rindvieh züchtete. 1907 gehörte Sähle (Bohmshof ist leider nicht extra vermerkt) immer noch dem J. B. Löser.
Ab 1910 gehörte Bohmshof wie auch Sähle und Neukrug dem Max Bourzutschky in Berlin. Die Größe wird summarisch zusammen für Sähle, Neukrug und Bohmshof angegeben. Das Dominium hatte nach den Angaben von 1910 eine Gesamtgröße von 557,90 ha, davon 227,08 ha Acker, 32,05 ha Wiesen, 17,06 ha Wald, 8,03 ha Unland und 274,05 ha Wasser. Der Grundsteuerreinertrag ist mit 1851 Mark abgegeben.
1914 hatte das Dominium eine Gesamtgröße von 546 ha, davon waren 164 ha Acker, 32 ha Wiesen, 76 ha Wald und 2 ha Hofgelände und 272 ha Unland, Wege und Wasser. Verwalter war ein C. Klempnow. Der Grundsteuerreinertrag betrug 1833 Mark. Der Tierbestand ist mit 15 Pferden, 56 Stück Rindvieh, davon 28 Milchkühen und 8 Schweinen angegeben.
Für 1923 sind die Zahlen identisch. Besitzer war weiterhin Max Bourzutschky in Berlin. Als Verwalter hatte er nun Max Erfurth angestellt. Max Bourzutschky hatte in Wittenberg und Magdeburg je eine Fa. zur Herstellung von Branntwein.
1929 gehörte das Dominium Sähle mit Bohmshof den Brüdern Fritz und Conrad Bourzutschky in Wittenberg bzw. Crailsheim. Verwalter war immer noch Max Erfurth. Das Dominium insgesamt hatte nur noch 391 ha, davon 150 ha Acker, 18 ha Wiesen, 3 ha Weide, 105 ha Wald und 115 ha Wasser. Der Tierbestand betrug 18 Pferde, 84 Stück Rindvieh, davon 25 Kühe und 80 Schweine.

## Kommunale Geschichte
Bei der Gründung von Bohmsdorf war das Gut ein selbständiges Etablissement. 1873 wurde Bohmshof noch unter den nicht incommunalisierten Wohnplätzen aufgeführt. Bis 1874 war Bohmsdorf dem Gutsbezirk Sähle angegliedert worden. Mit der Bildung der Amtsbezirke in der Provinz Brandenburg 1874 wurde der Gutsbezirk Sähle mit Bohmsdorf und Neukrug dem Amtsbezirk 21 Himmelpfort des Kreises Templin zugewiesen. Zum Amtsvorsteher wurde der Gutsbesitzer Julius Leopold Eyssenhardt in Ravensbrück, zu seinem Stellvertreter der Gutsbesitzer Baer auf Neuthymen bestimmt.
Vor 1897 wurde der Gutsbezirk Sähle (mit dem Etablissement Bohmshof) mit dem Forstgutsbezirk Neuthymen vereinigt. 1929 wurde Bohmshof in die Gemeinde Retzow eingegliedert. 1931 und 1951 war Bohmsdorf ein Wohnplatz in der Gemeinde Retzow, 1961 wurde Retzow in die Gemeinde Rutenberg eingemeindet. Zum 6. Mai 1984 wurde die Eingemeindung rückgängig gemacht. Im Zuge der Ämterbildung schloss sich Retzow mit Beenz, Rutenberg und der Stadt Lychen zum Amt Lychen zusammen. Mit der Kreisreform nach der Wende in Brandenburg ging der Kreis Templin im neuen Landkreis Uckermark auf. Zum 31. Dezember 2001 wurde Retzow zusammen mit Beenz und Rutenberg in die Stadt Lychen eingegliedert und ist seither ein Ortsteil der Stadt Lychen. Bohmsdorf hat den Status eines Wohnplatzes.